# Contracte per diferències
Contracte per diferències (o "CFD" acrònim de l'expressió anglesa Contract For Difference) és un contracte pel qual un intermediari borsari (agència de valors) es compromet a abonar o carregar en el compte del seu client (comprador de CFDs) la diferència positiva o negativa del valor en borsa d'un conjunt d'accions entre la data de compra dels CFDs i la data de venciment normalment indeterminada, a canvi d'una comissió de corretatge, un dipòsit de garantia, i interessos sobre el valors de les accions, per exemple 0,25%, 10% i un interès (Euribor + 2%) anual sobre els valors de les accions.
Aquest tipus d'operacions permet jugar en borsa amb un capital substancialment inferior al que s'hauria d'emprar amb la compravenda d'accions, perquè el client o comprador de les CFDs no és propietari de les accions, és com si aquestes es llogaren però no es compren ni es venen estrictament.
Els CFD no estan permesos en uns quants països, per exemple, als Estats Units. Com la possessió d'un CFD no es considera possessió d'actius, a alguns països, per exemple, al Regne Unit, no cal pagar impostos sobre la seva compra o venda.

## Història
Els CFD van ser creats a Anglaterra en els anys 1950 pels fons de cobertura per a obtenir accés a les transaccions comercials amb un palanquejament alt. Al principi els CFD eren accessibles només per a inversors institucionals. Avui estan disponibles també per als petits inversors.

## Diferències entre els CFDs i altresderivats financers
| Característiques                | Accions | Warrants | Futurs | CFDs |
| ------------------------------- | ------- | -------- | ------ | ---- |
| Transparència                   | Sí      | No       | Sí     | No   |
| Mercat organitzat               | Sí      | Sí       | Sí     | No   |
| Apalancament                    | No      | Sí       | Sí     | Si   |
| Cost de finançament             | No      | No       | No     | Si   |
| Pèrdua potencial limitada       | Sí      | No       | No     | No   |
| Stop garantit                   | No      | No       | No     | Sí   |
| Posició curta                   | No      | Sí       | Sí     | Sí   |
| Corretatge únic                 | No      | Sí       | Sí     | Sí   |
| Cost de manteniment             | Sí      | Sí       | Sí     | No   |
| Sense custòdies                 | No      | No       | Sí     | Sí   |
| Pagament de dividends           | Sí      | No       | No     | Sí   |
| Cost per abonament de dividends | Sí      | No       | No     | Sí   |
| Cànon borsa/cambra              | Sí      | Sí       | Sí     | No   |

## Exemple bàsic
L'inversor suposa que el preu de les accions de la companyia N pujarà. Les accions de la companyia valen 100$. L'inversor té 1.000$.
Variant 1 (directament): pot adquirir 10 accions (1000$/100$)
Variant 2 (CFD): el palanquejament del mediador d'1:10 li permet realitzar transaccions que superin 10 vegades el seu dipòsit, és a dir, disposa de $10.000 ($1.000 * 10), la qual cosa equival a 100 accions.
Si l'acció puja fins a 101$:
En la variant 1 l'inversor obtindrà un benefici de 10$ (10 accions * 1$)
En la variant 2 l'inversor obtindrà un benefici de 100$ (100 accions * 1$)
Si les accions baixen fins a 99$:
En la variant 1 l'inversor perdrà 10$ (10 accions * 1$)
En la variant 2 l'inversor perdrà 100$ (100 accions * 1$)
Si les accions baixen fins a 90$:
En la variant 1 l'inversor perdrà 100$ dels seus 1.000$ i seguirà amb les transaccions.
En la variant 2 l'inversor perdrà tots els seus 1.000$. Si les accions cauen més enllà de 90$, l'inversor estarà en deute amb el mediador.